# Panificació
Procedent del verb “panificar”, que vol dir transformar la farina en pa, fer els processos de panificació. Del llatí “panis” (pa) i -ficar. Un conjunt de processos que tenen lloc en la transformació en pa d'una barreja de farina, aigua, sal i llevat, i en determinats casos altres ingredients. A través d'aquest procés es poden arribar a diversos resultats, com ara el pa sense llevat, el pa de massa àcida, el pa pla i el pa sense gluten, entre d'altres. Hi ha 4 processos d'elaboració requerits per fer qualsevol mena de pa, i són els següents: La mescla (la formació de la massa i la mescla del conjunt d'ingredients), el repòs (un procés en el qual, a través de deixar la massa reposar, el llevat fa que la massa s'expandeixi), l'enfornament (el període durant el qual es troba la massa al forn després d'haver reposat) i, finalment, el refredament (un cop el pa es cou prou, es deixa reposar fins a arribar a la temperatura ambient).

## Història
S’han trobat dades que indiquen que en la IV dinastia egípcia (2700 a.C.), ja es produïa pa, un dels principals aliments de la dieta de la població pobre d’aquella època. Van ser ells qui van descobrir el procés de fermentació, desenvolupant així el procés de panificació. A més, el poble egipci va consolidar les tècniques i eines necessàries per dur a terme el procés de panificació, tenint en compte que una de les vàries creacions arquitectòniques de l'època van ser els forns, que utilitzaven per coure el pa.
A través de relacions comercials amb els egipcis, els Grecs (s. III aC) van adoptar l'invent del pa a la seva manera, incorporant noves tècniques, formes variades i diferents masses i ingredients. Durant molts anys, el pa era considerat un menjar d'alta categoria social, en concret el pa blanc. D'altra banda, el pa morè era propi de gent pobre o esclaus. A partir de la intervenció dels Grecs, es va fer de la panificació tot un art, que es convertiria en el precursor de la pastisseria.
L'any 30 aC, Roma tenia diverses forneries de professionals qualificats grecs, guiats per uns processos d'elaboració i cocció especialitzats. Van constituir la primera associació de professionals de l'art del pa. Era un ofici que s'havia d'heretar de pares a fills.
Així com els grecs es van dedicar a millorar la presentació del pa, els romans es van dedicar a millorar l'invent dels forns, així com la maquinària implicada en el procés de panificació.

## Ingredients
Per poder fer pa, els ingredients principals necessaris són la farina, l'aigua, la sal i el llevat. Tot i això, hi ha vegades en què s'hi afegeixen altres ingredients per dur a terme un tipus de pa més complex o sofisticat.

### Farina
La farina és un dels ingredients que conforma el pa, i que influeix més en la seva textura, tenint en compte que depenent dels cereals que porti cada tipus de farina, tant la textura com el sabor sortirà d'una manera o d'una altra, igual que si es barreja d'una manera específica, la massa tindrà una textura determinada respecte al procés de pastació que s'hagi realitzat.

### Aigua
Igual que la farina, l'aigua és un dels ingredients que també influeix molt en la textura del pa, i és altament necessari perquè la massa resultant sigui fàcilment emmotllable. A més, un altre objectiu que té l'aigua és activar les proteïnes que té la farina, el qual ajuda a fer que la massa sigui més tova. Com menys aigua, més densa serà la massa.

### Sal
D'altra banda, la sal és un ingredient que no és necessari, tot i que es pot afegir, depenent del pa que vulguis aconseguir. El seu objectiu és augmentar el gust i l'olor del pa, i a més i influeix en la textura de la massa.

### Llevat
Perquè que la forma del pa augmenti, i no es quedi compactat a l'hora de coure's, s'utilitza el llevat, el qual allibera etanol (compost químic) en forma de gas, i d'aquesta manera permet que el volum del pa augmenti, per mitjà d'inflar aquest gas.

### Altres
A més dels ingredients mencionats anteriorment, s’hi afegeixen d'altres més sofisticats o menys habituals, per tal de modificar el gust, complementar-lo, o fins i tot per millorar el procés de fermentació, com ara l'embotit, el greix, les fruites, el sucre, l’ou, o fins i tot les espècies.

## Procediment de panificació
El procés de panificació, està format per un conjunt de 4 processos, tot i que depenent del forner s’hi afegeixen de més, o fins i tot s’hi treuen. Generalment, els 4 processos que es mencionaran a continuació són fonamentals per poder fer pa, i són els següents.

### La mescla
El procés de la mescla es tracta de formar la massa, seguint uns passos específics. El primer pas és barrejar l'aigua amb la farina, ja que permetrà que les proteïnes de la farina es barregin, mitjançant una reacció química produïda gràcies a l'aigua. En segon i últim lloc, es pasta la mescla prèviament feta, sigui a mà, o mitjançant un mesclador, per així donar la textura adequada a la massa, i a més evitar la formació de bombolles d'aire, les quals poden perjudicar la trajectòria de l'aire durant el procés de fermentació.

### Procés de fermentació
El procés de fermentació, és un procés en el qual la massa de pa recentment feta, es deixa reposar durant força estona (depenent del tipus de pa, es deixarà durant més o menys temps), permetent que l'aigua, el llevat, i la farina, a través d'un procés químic, augmentin el volum de la massa significantment, mitjançant l'alliberació de gasos per part d'aquests 3 ingredients, com ara l'etanol, un compost químic en forma de gas.

### Enfornament
L'enfornament, és un procés en el qual la massa, un cop fermentada, es col·loca dins d’un forn (o qualsevol font de calor), i es cou durant el temps que faci falta, a una temperatura d’entre 190 i 250 graus, depenent del tipus de pa.

### Refredament
Finalment, el procés de refredament, és aquell en el que la massa de pa cuita, es deixa reposar, per aconseguir que expulsi tota la humitat a través de la crosta, i depenent de la forma d'aquest pa, l'estona de refredament serà major, o menor.

## Tipus de masses
Gràcies a la diversitat de tipus de masses, podem aconseguir una gran varietat de tipus de pans, tal com s'observa en les diferents cultures i les seves formes de dur a terme el procés de panificació.

### Massa sense llevat
A diferència de la resta de masses, aquesta no porta llevat, la qual comporta que la mescla es faci a base de farina, aigua i sal. El resultat d’aquesta mescla és un tipus de pa pla, el qual se li dona forma abans de sotmetre la massa a altes temperatures. Aquest pa pla, també s’anomena pa àzim, pa alís, o pa de pasta llisa.

### Massa àcida
En aquesta massa, s'hi afegeix un tipus de llevat específic que ocasiona una fermentació concreta, proporcionant certa acidesa a aquest tipus de pa. L'acidesa prové de l'àcid làctic o acètic generat durant aquest tipus de fermentació. Els llevats Candida milleri o Saccharomyces exiguus es cultiven a la farina fent una espècie de simbiosi amb el bacteri Lactobacillus sanfranciscensis. Aquest tipus de massa dona lloc a un pa amb un color marró molt pronunciat a la crosta.

### Massa amb llevat o bacteri
A partir d’aquesta massa, han sorgit diverses variants de pa. Per exemple, a la cuina irlandesa, podem trobar els pans de soda, un pa elaborar amb bicarbonat sodi en comptes de llevat. En altres casos, s’empren bacteris de l'espècie Clostridium perfringens o Bacillus cereus, gràcies als quals s’obté el pa de creixement salí. Per acabar, també podem trobar masses amb llevats químics, com l'hidrogencarbonat de sodi, mitjançant els quals podem elaborar pans ràpids com el de banana.

### Massa plana
Aquesta massa destaca per la seva facilitat de preparació, a vegades només calen minuts per aconseguir l’anomenat pa pla. Una altra de les característiques d’aquest pa és que no cal molt de material o indústria per elaborar-lo. Amb una simple font de calor i una paella, xapa metàl·lica o pedra, es pot dur a terme la seva cocció. Aquesta massa s’infla sense fermentació (sense llevat), formant petites bombolles de vapor entre la massa.
Alguns exemples culturals són el pa de pita, d’origen àrab, els pancakes, d’origen americà, i els lefse, d’origen noruec.

### Massa sense gluten
Aquest tipus de massa s’ha elaborat per a persones celíaques, és a dir, sensibles al gluten dels aliments. Donat que la farina conté força gluten, s’han hagut de crear alternatives en l'elaboració de massa de pa, com per exemple el midó (farina d’arròs), o la farina de blat de moro. En alguns casos, s’afegeix a la massa una substància anomenada xantana, que supleix la falta de proteïna i proporciona elasticitat al pa.

### Massa al vapor i fregida
Aquest tipus de massa s'acostuma a coure a base de vapor calent o fregit amb oli vegetal a molta alta temperatura, donant lloc a un tipus de pans amb una crosta molt peculiar. En trobem de diferents tipus en diverses cultures, com per exemple el baozi, molt típic de la cuina xinesa, que consisteix en un tipus de pa farcit cuit al vapor. Respecte al pa fregit, a algunes comarques del país valencià, es poden trobar coques de forat i pans fregits amb poc oli sense submergir-ne la massa completament.

## Maquinària i disseny
Per tal de poder elaborar més d’un tipus de pa, s’utilitzen diferents màquines, atentes a les necessitats del forner, i a la selecció de pans a fer. Dit això, a continuació es mencionaran el tipus de maquinària que es fa servir en una panaderia, i la seva utilitat.

### Forns
La cocció del pa és molt important, i gràcies a la invenció dels forns, es pot dur a terme. Així i tot, existeixen 4 tipus de forns, els quals proporcionen diferents resultats, depenent del tipus de pa que es vulgui aconseguir, i són els següents:

#### Forns de pisos elèctrics
Els forns de pisos elèctrics, no només s'utilitzen per a la cocció de pans tradicionals, sinó també per la pastisseria, ja que a cadascun dels pisos que el conforma, pot haver-hi una temperatura diferent, amb aïllament total, el qual et permet dur a terme diversos processos diferents, a la vegada.

#### Forns de pisos de tubs refractaris
Aquest tipus de forn, és molt característic, ja que dur a terme la cocció de pans molt especials i tradicionals. El que fa a aquest forn tan especial, és el gran aïllament de calor que hi ha, i l'actualitzat/modernitzat que està en relació amb la tecnologia actual.

#### Forns de carros rotatius
Amb aquest tipus de forn, es poden coure pans, brioixeries i fins i tot pastisseries, tant fresques com congelades, gràcies al seu característic disseny, que facilita/accelera la cocció dels diferents productes que s'introdueixin, ocupant molt poc espai. Aquest tipus de forns, són trobats comunament a obradors més petits.

#### Forns de convecció
Aquest tipus de forn s'utilitza majoritàriament per cuinar par i brioixeria congelada, venuda en tant supermercats com botigues d'alimentació en general.

### Càmeres i armaris de fermentació controlada
El procés de fermentació controlada, s'aplica a les masses de panaderia i brioixeria, a força de gestionar òptimament la temperatura, humitat i temps dins de la càmera, en la qual es fermenten fins a un màxim de 72 hores. Aquest procés es dur a terme mitjançant tant els armaris com les càmeres de fermentació controlada, els quals es diferencien per la seva forma i organització interna.

### Túnels i armaris d'ultracongelació
Aquest tipus de maquinària consisteix en conservar un producte a temperatures molt fredes, sense alterar les seves propietats. Tant els túnels com els armaris d’ultracongelació duen a terme el mateix procés i resultat, però les seves diferències, són bàsicament la seva forma i organització interna.

### Altres
Més enllà de la maquinària anterior, hi ha altres tipus que també s'utilitzen amb freqüència, però no són tan importants.

#### Pastadores de pa
Serveixen per pastar el pa, per així no haver de fer-ho manualment, o amb altres instruments que requereixin esforç, de manera que estalvia tant temps com esforç als panaders que la utilitzin.

#### Boletera de massa
Serveixen per tallar pa, de forma arrodonida i amb el mateix pes, sense cap mena d’esforç per part del panader.

#### Divisores de massa
Són molt semblants a les boleteres de massa, però a més de dividir la massa de forma arrodonida, també et permet obtenir peces quadrades.

#### Talladores de pa
Són unes màquines que et permeten tallar el pa a llesques en menys de 10 segons, mitjançant unes serres que duen a terme un tall net.

#### Refredadors i dosificadors d'aigua
Aquesta màquina intervé en el procés de pastació, i serveix per a emetre quantitats d’aigua específiques que afavoreixen l'elaboració d’aquest procés.

#### Càmera de pre-fermentació
Es tracta d’una màquina/càmera en la qual es deixen reposar les boles de pa un cop dividides.

#### Formadora de barres
Dur a terme el procés de la formació d'una barra de pa, sense importar l'elasticitat de la massa, ni l'allargada de la barra de pa que es desitja aconseguir.

#### Balances i bàscules digitals
Ambdues serveixen per mesurar el pes, és a dir, pesar tant peces grans com petites. Tot i això, la balança esta feta per mesurar objectes més petits, mentre que la bàscula et permet mesurar tota mena de masses.